# باشگاه فوتبال هاپوئل کفار سابا
باشگاه فوتبال هاپوئل کفار سابا (عبری: מועדון כדורגל הפועל כפר סבא‎) یک باشگاه فوتبال در شهر  کفار سابا است. این باشگاه در لیگ برتر فوتبال اسرائیل بازی می‌کند. این باشگاه در سال ۱۹۲۸ تأسیس شده‌است.